# Дроб'янське
Дро́б'янське — ботанічний заказник місцевого значення в Україні. Об'єкт природно-заповідного фонду Харківської області. 
Розташований на території Харківського району Харківської області, біля селище Барчани. 
Площа 12,6 га. Статус отриманий у 1984 році. Перебуває у віданні ДП «Жовтневе лісове господарство» (Люботинське л-во, кв. 6, вид. 2, 3). 
Статус надано для збереження частини лісового масиву — кленово-липова діброва з волосистоосоковими та яглицевими угрупованнями (Зелена книга України) та асоціацією дубового лісу барвінкового (Зелені списки Харківщини). В трав'яному покриві трапляються 4 види, рідкісні для флори Харківщини, та зростають численні лікарські види рослин.